# Die Kammer
Die Kammer est un groupe allemand de musique acoustique.

## Histoire

### Season 0: The Orphanage
Season 0 : The Orphanage sort le 1er février 2012. Les deux musiciens, le chanteur Marcus Testory (ex-Chamber) et le guitariste Matthias Ambré (ex-ASP), qui avaient déjà travaillé ensemble par le passé, forment Die Kammer dès le 22 décembre 2011. Le duo Season 0 et le conte vidéo Early Adoptions démarrent en début février 2012. Le 15 avril 2012, deux autres musiciens les rejoignent : Oliver Himmighoffen (batterie, ex-ASP) et Dirk Klinkhammer (tuba).
Le premier concert de Die Kammer a lieu le 27 mai 2012 dans le cadre du Wave-Gotik-Treffen (WGT) au Völkerschlachtdenkmal de Leipzig. Quelques semaines plus tard seulement, le 14 juin 2012, le compositeur de films Matthias Raue (violon, alto) est présenté comme un autre membre du groupe. Le groupe est complété par Tabea Rotter (violoncelle) et Aline Deinert (violon). Le premier single The Orphanage sort le 18 juin 2012, quatre jours seulement après l'arrivée de Raue, chez Delicious Releases en tant que produit purement numérique. En même temps, le clip vidéo est publié sur Youtube. Celui-ci esréalisé par Ingo Römling dans le style d'une animation historique de silhouettes.

### Season I: The Seeming and the Real

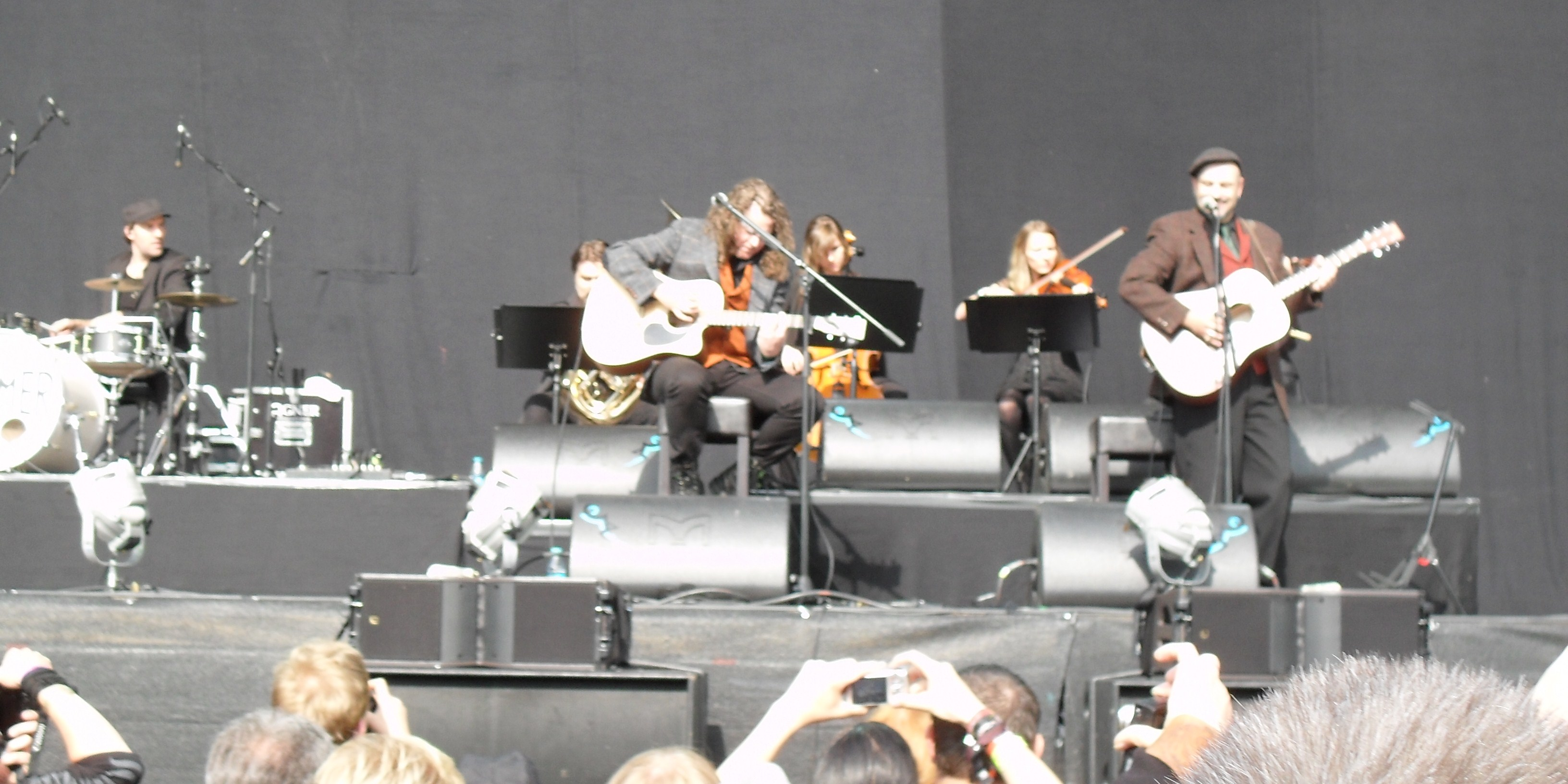
Die Kammer en live le 31 août 2013 au Tanzbrunnen de Cologne.

Mi-octobre, Season I : The Seeming and the Real, leur premier album, sort sur Delicious Releases, distribué par New Music Distribution.
Le 31 août 2013, Die Kammer joue avec Versengold, Lyriel et Fiddler's Green en première partie de Schandmaul, qui fêtait son 15e anniversaire dans le cadre d'un festival en plein air de deux jours au Tanzbrunnen. Le concert se déroule à guichets fermés pendant les deux jours, avec plus de 10 000 spectateurs. Début 2014, Die Kammer fait une tournée dans toute l'Allemagne lors de spectacles isolés avec Schandmaul.

### Beyond Seasons: Hither and Thither
Au printemps, le 19 mai 2013, une nouvelle chanson, Hither and Thither, est publiée. Beyond Seasons, c'est-à-dire en dehors des phases de création divisées en Seasons, lance ainsi la série de vidéos Hither and Thither. Depuis, la chambre a publié à chaque saison suivante une variation de la vidéo et des chansons dans différentes formations. Les vidéos ont pour cadre un banc idyllique devant un arbre au bord d'un ruisseau dans le jardin de la chambre.

### Season II: Views from the Inside
Le 21 janvier 2014, Be Careful, le premier single du nouvel album, intitulé Season II : Views from the Inside, sort le 14 février 2014. Le week-end de la Pentecôte, Marcus Testory, Matthias Ambré, Aline Deinert et Matthias Raue font de la musique de rue dans le centre de Leipzig. Au printemps, le 25 mai 2015, Die Kammer se produit au Wave-Gotik-Treffen dans le Schauspielhaus, qui affiche complet. Le 15 septembre 2014, Die Kammer publie la vidéo de la chanson Sinister Sister. Celle-ci est réalisée par l'illustrateur Ingo Römling avec des dessins à la main. En novembre, Die Kammer effectue sa première tournée en tête d'affiche sous le slogan Sinister Sister.
Au printemps 2015, la violoncelliste Tabea Rotter décide de mettre son engagement en veilleuse pour une durée indéterminée. Le 13 juin 2015, le groupe se produit spontanément en tant que Die Kammer Minimized sur une scène secondaire du festival Blackfield à Gelsenkirchen, en guise de pause impromptue. Le 21 juin 2015, Die Kammer se produit en formation alternative lors de la spéciale de minuit au festival Feuertanz, dans une formation composée uniquement de cordes. Par ailleurs, les deux protagonistes Ambré et Testory sont depuis novembre 2015 endorsorsors officiels de la société Framus, qui leur fournit des guitares acoustiques de la série Legacy.
En 2016, le groupe se produit également produit à plusieurs reprises sous le nom de Die Kammer Minimized. La même année, Dirk Klinkhammer quitte d'abord le groupe par manque de temps, puis Veronika Münstermann pour une bourse d'études musicales en Espagne. Lors de la tournée de printemps 2017, le groupe est rejoint par les musiciens invités Benni Cellini (violoncelle, Letzte Instanz) et Harold Nardelli (tuba).

### Season III: Solace in Insanity
Pendant le travail sur le troisième album, Ingo Römling, qui avait déjà réalisé tous les artworks auparavant, rejoint le groupe en 2015 en tant que bassiste. Le 28 janvier 2016, la vidéo de Love for Live, de style documentaire et contenant des scènes du travail du groupe sur l'album, est publiée. Le 5 février 2016, Season III : Solace in Insanity sort. Le concert de sortie a également lieu le 5 février 2016 au Moritzbastei à Leipzig. La première partie de la plus grande tournée live jamais réalisée, du 5 février 2016 au 12 mars 2016, était assurée par Delva.

## Style musical
Saskia Pompe compare le style musical de Die Kammer à l'album Once in A Lifetime d'ASP, un projet commun avec l'ancien groupe de Testory, Chamber. Sur whiskey-soda.de, on peut lire que die Kammer est similaire à Unheilig, mais qu'il a un concept et qu'il utilise de vrais instruments à cordes. Powermetal.de écrit que douze ans ne peuvent pas être jetés du jour au lendemain et que le style musical peut être comparé à ASP. Cependant, dès les premières secondes, le disque se transforme en un « mélange vif de chanteurs et de compositeurs », qui semble aussi être « l'antithèse de la tristesse permanente de Johnny Cash dans le genre ». Le premier album prend clairement les traits de l'ambiance mélancolique qui accompagnait Ambré lorsqu'il travaillait pour ASP. L'auteur Thomas Sabottka qualifie l'album de « bijou musical ».

## Discographie

### Albums studio
- 2012 : Season I: The Seeming and the Real (CD, Delicious Releases/NMD)
- 2014 : Season II: Views from the Inside (CD, Delicious Releases/Membran)
- 2016 : Season III: Solace in Insanity (CD, Delicious Releases/Membran)
- 2018 : Season IV Some T#ings Wrong (CD, Delicious Releases)[10]

### Singles
- 2012 : Season 0: The Orphanage (MP3, Delicious Releases)
- 2016 : Season III: Love for Life (CD/2xCD/LP, Delicious Releases)

### EP
- 2018 : Minimized (CD, Delicious Releases)

### Clips
- 2012 : The Orphanage (Early Adoptions Epilogue) (production : Vincent Sorg)
- 2014 : Be Careful
- 2017 : Carnival of the Peculiar (production : Katharina Wüst)